# Onthophagus strnadi
Onthophagus strnadi es una especie de insecto del género Onthophagus, familia Scarabaeidae, orden Coleoptera.
Fue descrita científicamente por Kabakov en 1998.